# Dămileni
Dămileni – wieś w Rumunii, w okręgu Botoszany, w gminie Cristinești. W 2011 roku liczyła 356 mieszkańców.